# دریا بایاکونچو
دریا بایاکونچو (به انگلیسی: Derya Büyükuncu) (زادهٔ ۲ ژوئیهٔ ۱۹۷۶) شناگر اهل ترکیه بود.